# Rhynchospora colorata
Rhynchospora colorata är en halvgräsart som först beskrevs av Carl von Linné, och fick sitt nu gällande namn av Hans Heinrich Pfeiffer. Rhynchospora colorata ingår i släktet småag, och familjen halvgräs. Inga underarter finns listade i Catalogue of Life.

## Bildgalleri

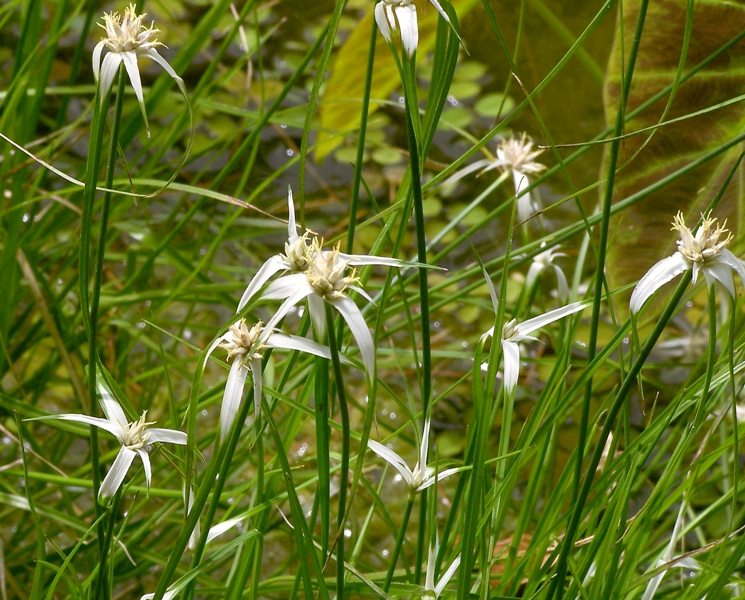
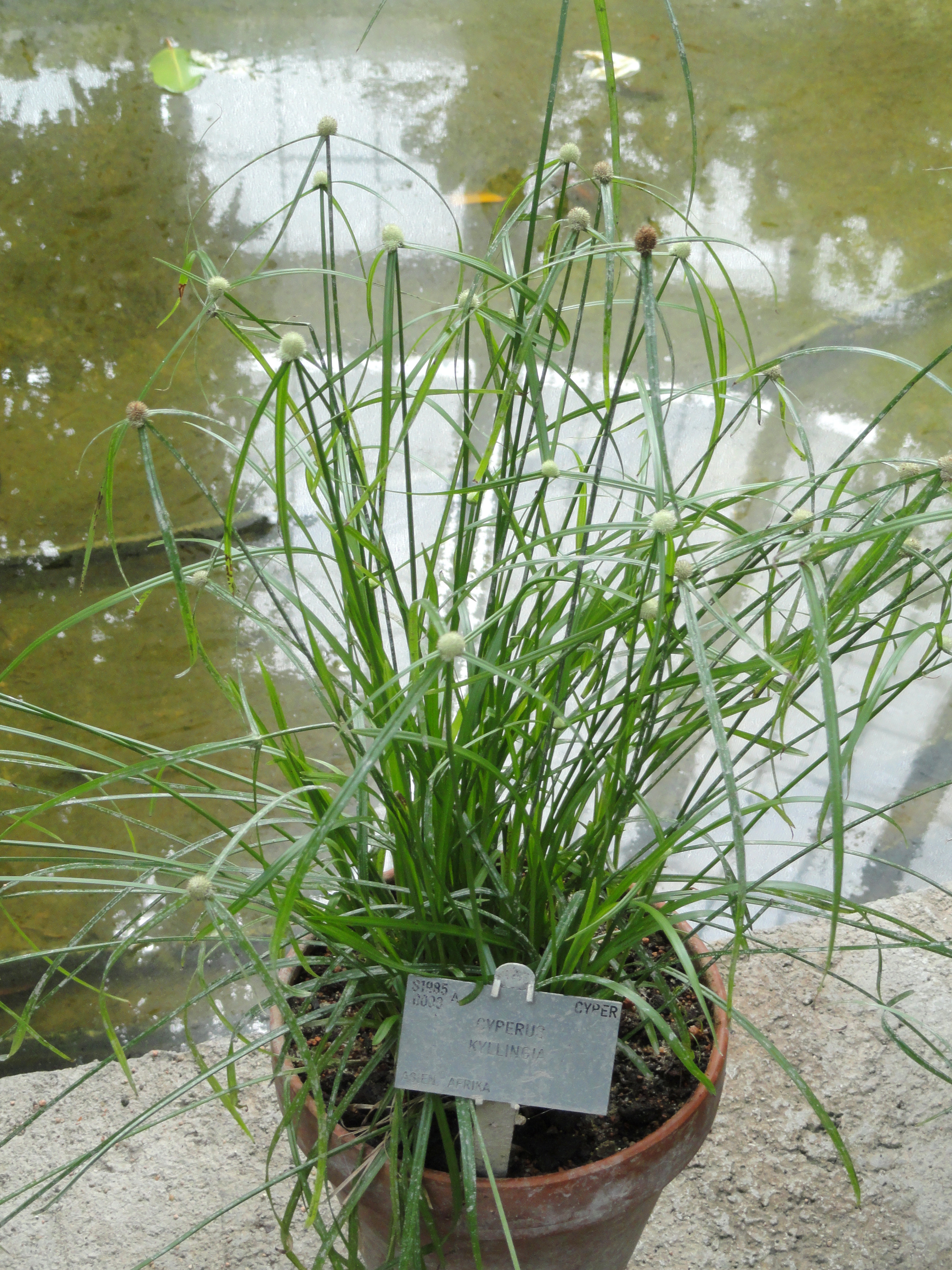